# Baćin
Baćin – wieś w Chorwacji, w żupanii sisacko-moslawińskiej, w gminie Hrvatska Dubica. W 2011 roku liczyła 217 mieszkańców.